# Mompha fulvescens
Mompha fulvescens is een vlinder uit de familie van de wilgenroosjesmotten (Momphidae). De wetenschappelijke naam van de soort is voor het eerst geldig gepubliceerd door Haworth.